# Helmeczi Benjamin
Helmeczi Benjamin (Sopron, 1994. július 3. –) magyar filmkritikus, filmrendező, forgatókönyvíró.

## Élete
Középiskolai tanulmányait a Berzsenyi Dániel Evangélikus (Líceum) Gimnázium és Kollégiumban végezte, majd a budapesti Werk Akadémián tanult filmművészetet.
A Soproni Petőfi Színházban játszott gyerekszínészként a Légy jó mindhalálig című musicalben.
Első rövidfilmje 2015-ben készült, Az utolsó levélben Bregyán Péter Jászai Mari-díjas színművész játszotta a főszerepet. Az utolsó levél bekerült a 2. Magyar Filmhét versenyprogramjába, és a Legjobb kisjátékfilm díját kapta meg a 2015-ös Göcsej Filmszemlén.
Második rövidfilmje 2018-ban a VULPES: Prologue, egy közösségi finanszírozásból készült thriller volt, amiben egy sánta igazságosztó szemet szemért elv alapon bünteti meg az állatkínzókat. Ez a produkció a Legjobb rövidfilm díját kapta meg egy kanadai filmmustrán. A rövidfilmből készült egy nagyjátékfilm VULPES: Az állatkínzók réme címen, amiben többek között Sandy Johnson játszik, aki az 1978-as Halloweenből ismert, de Bregyán Péter neve is be van jegyezve az alkotáshoz. A film amerikai-szingapúri koprodukcióban, közösségi finanszírozásból készült. Mind ez idáig nem került bemutatásra.
Harmadik rövidfilmje 2022-ben jelent meg. Az Évforduló főszerepét a Megasztár egykori versenyzője, Torres Dani játssza.
Szerkesztőként dolgozott az MTVA-ban, aztán újságíró lett az Újpesti Médiánál. Jelenleg (2024) a Promotions.hu nevű online média magazinnál dolgozik mint filmkritikus.

## Filmjei
- Az utolsó levél (2015) – rendező, forgatókönyvíró
- VULPES: Prologue (2018) – rendező, forgatókönyvíró
- VULPES: Az állatkínzók réme (?) – rendező, forgatókönyvíró
- Évforduló (2022) – rendező, forgatókönyvíró